# Aeropuerto de Akita
El Aeropuerto de Akita (秋田空港 'Akita Kūkō'?) (IATA: AXT, ICAO: RJSK) es un aeropuerto regional de segunda clase localizado a 14 kilómetros (8,7 mi) km al sureste de la Estación Akita en la ciudad de Akita, en la Prefectura de Akita, Japón.

## Historia
El aeropuerto de Akita fue originalmente abierto el 1 de octubre de 1951 en la costa de Omonogawa del Mar de Japón, aproximadamente a 20 kilómetros al sureste del centro de la ciudad de Akita. El aeropuerto tiene una pista de 1200 metros, la que fue extendida a 1500 metros en 1967 y posteriormente a 1625 metros en 1969, pero fue afectada por el viento cruzado, y por las antenas de transmisión de 123 metros del Monte Omoriyama adyacentes al sitio. 
Actualmente el aeropuerto de Akita fue abierto en su ubicación actual el 26 de junio de 1981 y fue el primer aeropuerto civil en la región de Tohoku en Japón para tener una pista de aterrizaje de 2500 metros. En 1985, la Fuerza Aérea de Autodefensa de Japón estableció una unidad de búsqueda y rescate basada en el aeropuerto de Akita. Un terminal internacional fue establecido el 5 de julio de 1993, comenzando los vuelos programados a Corea del Sur. 

## Aerolíneas y destinos
| Aerolíneas                               | Destinos                                                    |
| ---------------------------------------- | ----------------------------------------------------------- |
| Air Do                                   | Sapporo–Chitose                                             |
| All Nippon Airways                       | Tokio–Haneda, Tokio–Narita                                  |
| All Nippon Airways operado por ANA Wings | Nagoya–Centrair, Osaka–Itami, Sapporo–Chitose, Tokio–Haneda |
| China Airlines                           | Chartér: Taipéi–Taoyuan                                     |
| EVA Air                                  | Chartér: Taipéi–Taoyuan                                     |
| Fuji Dream Airlines                      | Shizuoka                                                    |
| Japan Airlines                           | Tokyo–Haneda Chartér: Osaka–Kansai                          |
| Japan Airlines operado por J-Air         | Osaka–Itami, Sapporo–Chitose                                |
| Korean Air                               | Estacional: Seoul-Incheon                                   |